# David Carpenter
Domingo Codesido Ascanio (c.1951 - 2006), conocido artísticamente como David Carpenter, fue un actor y nadador español.

## Biografía
Natural de La Orotava, Tenerife, se inició en el cine en 1973 con la película Una gota de sangre para morir amando, de Eloy de la Iglesia. Su físico atlético, fruto de la práctica de la natación, le llevó a encarnar el personaje de Tarzán en la cinta Tarzán en las minas del rey Salomón, junto a la actriz Nadiuska. 
En 1974, protagonizó el thriller El asesino no está solo junto a Lola Flores y Teresa Rabal. Tras retirarse del cine a finales de los años 1970, vivió en su pueblo natal. Falleció en 2006 en Tailandia, a la edad de 55 años y en extrañas circunstancias.

## Filmografía
- Una gota de sangre para morir amando (1973)
- Tarzán en las minas del rey Salomón (1973)
- El último viaje (1974)
- Juegos de sociedad (1974)
- Metralleta 'Stein' (1975)
- Yo soy fulana de tal (1975)
- El asesino no está solo (1975)
- Sábado, chica, motel, ¡qué lío aquel! (1976)
- Las alegres chicas del Molino (1977)
- Las flores del vicio (1979)
- Amelia Earhart: El vuelo final (telefilme, 1994)